# Dichapetalum nevermannianum
Dichapetalum nevermannianum är en tvåhjärtbladig växtart som beskrevs av Paul Carpenter Standley och Valerio. Dichapetalum nevermannianum ingår i släktet Dichapetalum och familjen Dichapetalaceae. Inga underarter finns listade i Catalogue of Life.